# Rei Preguiçoso
Rei preguiçoso, ou rei indolente (Roi fainéant, literalmente "rei faz-nada"), é um termo francês anteriormente usado para se referir aos últimos reis da dinastia Merovíngia, após eles aparentemente perderem sua energia. Eles foram considerados e retratados como sendo "sem uso" pelos reis carolíngios e mesmo por historiadores modernos.
Sigeberto III  é às vezes tido como o primeiro "rei preguiçoso" da dinastia merovíngia. O último governante carolíngio, Luís V da França, também foi apelidade de "le Fainéant" ["o Faz-Nada"], devido seu governo efetivo ser limitado à região ao redor de Laon.
Os seguintes reis são, algumas vezes, tidos como sendo parte dos "reis preguiçosos":
- Clóvis III
- Clóvis IV
- Clotário III
- Clotário IV
- Teodorico III
- Teodorico IV
- Guspão I